# Cap Mele
Pour les articles homonymes, voir Mele (homonymie).
Le cap Mele est un cap situé en Italie, dans la province de Savone, au bord de la mer Ligure. Il se trouve sur le territoire de la commune de Laigueglia. Le cap Mele est connu pour être la troisième ascension de la course cycliste Milan-San Remo, située à environ 50 km de l'arrivée. Il est le premier des quatre Capi, avant le Capo Cervo, le Capo Berta et la Cipressa.